# Gustavia microcephala
Gustavia microcephala är en kvalsterart som först beskrevs av Hercule Nicolet 1855.  Gustavia microcephala ingår i släktet Gustavia och familjen Gustaviidae. Inga underarter finns listade i Catalogue of Life.